# Jordan Peterson
Jordan Bernt Peterson (Edmonton, 12 giugno 1962) è uno psicologo e saggista canadese.

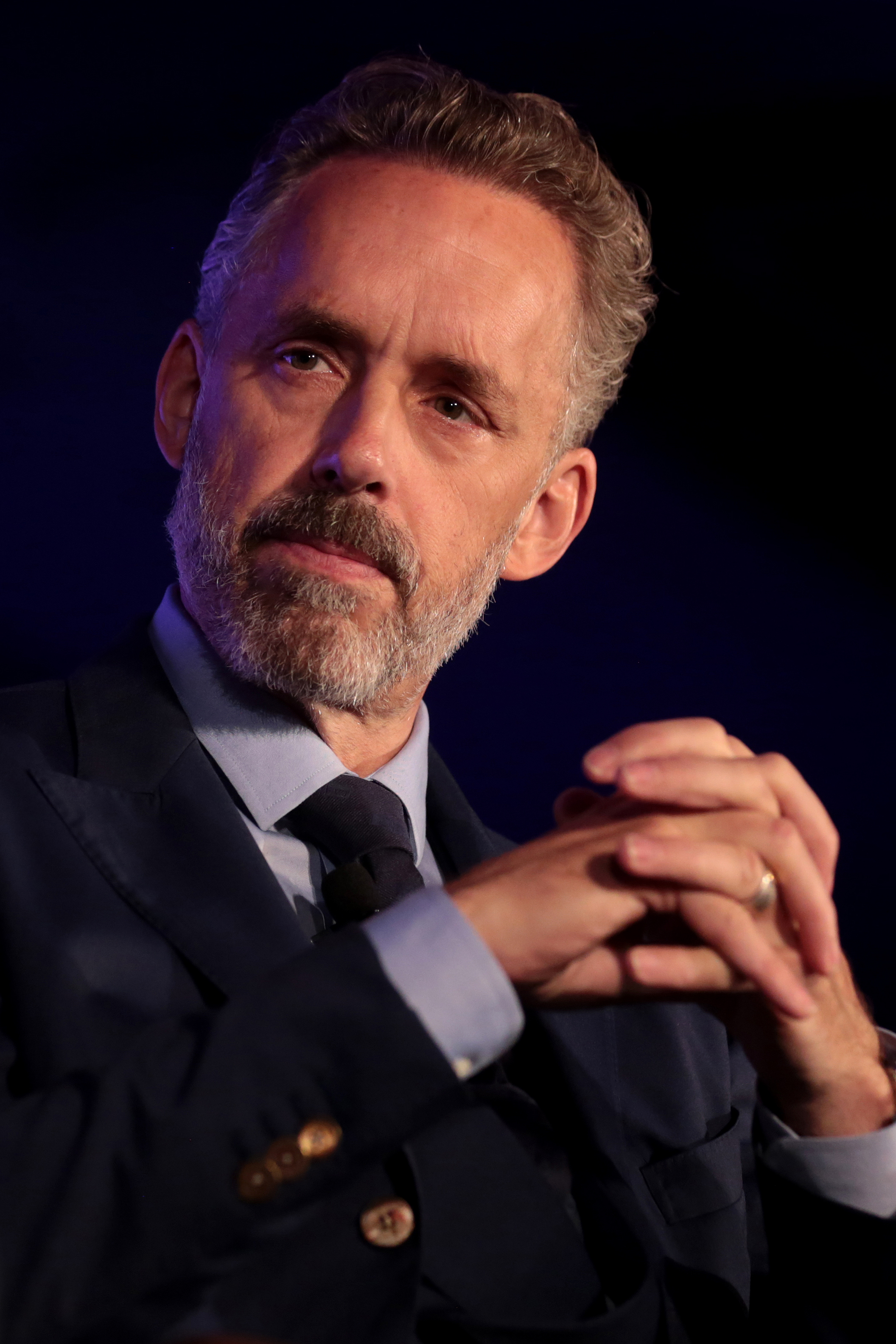
Jordan Peterson a Dallas (Texas) nel giugno 2018.

Come studioso, le sue principali aree di ricerca sono la psicologia sociale, della personalità e quella anormale, con un particolare interesse per la psicologia delle credenze religiose e ideologiche, e l'analisi e il miglioramento della personalità e delle prestazioni individuali.
Peterson è cresciuto a Fairview, nell'Alberta. Ha conseguito un B.A. in scienze politiche nel 1982 e un B.A. in psicologia nel 1984, entrambi presso l'Università dell'Alberta, e un Ph.D. in psicologia clinica nel 1991 presso la McGill University. Dopo essere rimasto per due anni alla McGill University in qualità di post-doc, si è trasferito in Massachusetts, dove ha lavorato come assistente e professore associato al dipartimento di psicologia presso l'Università Harvard. Nel 1997 ha ottenuto il ruolo di professore ordinario presso l'Università di Toronto.
Nel suo primo libro, Maps of Meaning: The Architecture of Belief, pubblicato nel 1999, ha esaminato diversi campi accademici per descrivere la struttura dei sistemi di credenze, miti e ideologie, il loro ruolo nella regolazione delle emozioni, nella creazione di senso, e per spiegare come alcuni di questi sistemi siano arrivati a motivare dei veri e propri genocidi. Il suo secondo libro, 12 regole per la vita. Un antidoto al caos, è stato pubblicato nel gennaio 2018.
Nel 2016 Peterson ha pubblicato sul proprio canale YouTube una serie di video in cui criticava la dottrina del politicamente corretto e il disegno di Legge C-16 elaborato dal governo canadese. I video hanno innescato una controversia che ha ricevuto una considerevole copertura mediatica, facendo sì che l'autore sia oggi molto noto come critico dell'ideologia woke, della teoria queer e del femminismo postmoderno.

## Biografia

### Infanzia e istruzione
Peterson crebbe a Fairview, una cittadina a nord-ovest della città natale Edmonton. Era il maggiore dei tre figli di Beverley, bibliotecaria presso il campus del Grande Prairie Regional College di Fairview, e Walter Peterson, insegnante. Il suo secondo nome è Bernt, da un suo bisnonno norvegese.
Nel corso della sua infanzia, passata all'insegna dello studio, venne in lui istillata l'etica protestante del lavoro; imparò a leggere all'età di tre anni, e frequentò con la madre la Chiesa unita del Canada. A tredici anni fu introdotto ai lavori di Aldous Huxley, George Orwell e Ayn Rand dalla bibliotecaria della scuola Sandy Notley, la madre di Rachel Notley. Lavorò anche per il Nuovo Partito Democratico nel corso della sua adolescenza, ma rimase disincantato dal partito a causa di quella che vedeva come una preponderanza di «socialisti intellettuali e ben vestiti della classe media», i quali «non amavano i poveri; odiavano i ricchi». Lasciò il NPD all'età di diciott'anni.
Dopo essersi diplomato alla Fairview High School nel 1979, Peterson si iscrisse al Grande Prairie Regional College per studiare scienze politiche. Si trasferì in seguito all'Università dell'Alberta, dopo completò il suo Bachelor of Arts nel 1982. Successivamente, si prese un anno sabbatico per visitare l'Europa. Lì sviluppò un interesse per le origini psicologiche della Guerra fredda, e fu tormentato da terribili incubi riguardo all'intensificarsi della corsa agli armamenti nucleari. Sempre più ossessionato dalla capacità dell'essere umano di causare male e distruzione, si dedicò alla lettura di Carl Gustav Jung, Friedrich Nietzsche, Fëdor Dostoevskij, Sigmund Freud, Søren Kierkegaard, John Milton, Mircea Eliade, Hermann Hesse, Dante Alighieri, Fratelli Grimm, Emily Brontë, Wolfgang Goethe, Lev Tolstoj, Jean Piaget, Hannah Arendt, Joseph Campbell, Laozi, Stendhal, Viktor Frankl, Erich Neumann, Ernest Hemingway e Aleksandr Solženicyn nel tentativo di razionalizzare le proprie emozioni. Quindi fece ritorno all'Università dell'Alberta, dove conseguì un B.A. in psicologia nel 1984.
Nel 1985 si trasferì a Montréal per frequentare la McGill University. Durante gli anni dell'università, fece diversi lavori tra i quali il lavapiatti, il benzinaio, il barista, il cuoco a domicilio, l'apicoltore, il riattivatore di pozzi di petrolio, l'operaio di una fabbrica di compensato e poi delle linee ferroviarie.. Nel 1991 completò il suo dottorato di ricerca in psicologia clinica sotto la supervisione di Robert O. Pihl e Maurice Dongier, e rimase come assegnista di ricerca all'Ospedale Douglas della McGill fino al 1993.

### Carriera
Tra il 1993 e il 1997 Peterson ha vissuto ad Arlington, in Massachusetts, insegnando e conducendo ricerca presso il dipartimento di psicologia dell'Università Harvard in qualità di assistente e di professore associato. In questo periodo, Peterson ha studiato gli effetti dell'abuso di farmaci e bevande alcoliche sull'aggressività. Ha inoltre considerato e supervisionato diverse proposte di tesi fuori dal comune. Dopo la permanenza a Harvard, ha fatto ritorno in Canada per assumere una posizione all'Università di Toronto.
Nel 2004 è andata in onda su TVOntario una serie televisiva in tredici episodi basata sul suo libro Maps of Meaning: The Architecture of Belief. È anche apparso in diversi altri segmenti di TVOntario, tra cui Big Ideas, e dal 2008 è stato frequentemente ospite e saggista nel programma The Agenda with Steve Paikin, sempre su TVOntario.
Nel gennaio 2017 ha assunto un team di produzione professionale per riprendere le sue lezioni di psicologia all'Università di Toronto, grazie a fondi raccolti tramite il sito di finanziamento collettivo Patreon dopo il suo coinvolgimento nella controversia sulla libertà di parola e sui pronomi di genere (avendo raggiunto i 14 000 dollari a gennaio 2017, e superato i 30 000 dollari a maggio 2017).
Peterson è stato candidato per la posizione di Rettore dell'Università di Glasgow a marzo 2017 (poi assegnata all'avvocato Aamer Anwar), arrivando al quinto posto.
Ad aprile 2017 Peterson si è visto negare per la prima volta nella sua carriera un grant di ricerca dal Social Sciences and Humanities Research Council, interpretando l'avvenimento come una ritorsione per le opinioni da lui espresse in merito al disegno di legge C-16. In risposta al fatto, The Rebel Media ha lanciato una campagna Indiegogo a nome di Peterson. La campagna ha chiuso il 6 maggio con un totale di 195 000 dollari raccolti, equivalenti a un finanziamento per oltre due anni di ricerca.

## Critica del politicamente corretto
(Peterson durante un'intervista con la giornalista Cathy Newman su Channel 4.)
Le critiche di Peterson al politicamente corretto spaziano su questioni come il postmodernismo, il femminismo postmoderno, il privilegio bianco, l'ateismo, l'appropriazione culturale, l'intersezionalità, l'ideologia woke e l'ambientalismo. Scrivendo sul National Post, il giornalista Chris Selley ha detto che coloro che sono rimasti sorpresi dal successo di Peterson hanno «sottovalutato l'ira generata da fissazioni moderne come il privilegio bianco e l'appropriazione culturale, e dalla marginalizzazione, repressione o totale annullamento di altri punti di vista nelle istituzioni della società perbene», mentre su The Spectator, Tim Lott ha constatato che Peterson è diventato «un critico esplicito del mainstream accademico». La presenza nei social media di Peterson ha notevolmente amplificato l'impatto delle sue opinioni. Simona Chiose del The Globe and Mail ha infatti osservato che «pochi professori in scienze umane e sociali dell'Università di Toronto hanno goduto del riconoscimento pubblico globale che il Prof. Peterson ha ottenuto».
Secondo uno studio sulla relazione (misurabile statisticamente) tra posizione politica e personalità pubblicato su Scientific American e condotto da Peterson con una delle sue studentesse, Christine Brophy, il politically correct (PC) esiste in due tipologie distinte: PC-Egalitario e PC-Autoritario. Curiosamente, essi hanno trovato che il PC non è solamente un fenomeno di sinistra, ma può essere meglio compreso come la manifestazione di una più generale «sensibilità offensiva», che viene poi impiegata per fini o liberali o conservatori. Il primo tipo di PC sarebbe infatti rappresentato da un gruppo di liberali, mentre il secondo sarebbe rappresentato dai "social justice warriors" (letteralmente: "combattenti per la giustizia sociale") che «militarizzano la compassione» verso chiunque si auto-identifichi come vittima/oppresso di una qualsiasi minoranza (etnica/razziale, religiosa o sessuale). Lo studio ha anche trovato una sovrapposizione tra i PC-autoritari di sinistra e l'autoritarismo di destra..
Peterson ritiene che le università debbano essere considerate tra gli ambiti sociali più responsabili per l'ondata di correttezza politica che è apparsa in Nord America e in Europa. Ha assistito all'ascesa della correttezza politica nei campus fin dai primi anni '90, e ritiene che le discipline umanistiche siano degenerate, siano diventate meno fondate sulla scienza e sul metodo scientifico, e che invece di «dibattiti intelligenti, stiano promuovendo dibattiti ideologici». Dalla sua stessa esperienza come professore universitario, afferma che gli studenti che frequentano le sue lezioni sono ignoranti e poco preparati riguardo agli stermini e ai crimini di massa dello stalinismo e del maoismo, a cui non è stata data la stessa attenzione di regimi altrettanto totalitari e repressivi come il fascismo e nazismo. Ritiene anche che «invece di essere nobilitate o criticate attraverso una cultura appropriata, le ultime vestigia della "struttura" vengono rimosse negli [studenti] dal postmodernismo e dal neomarxismo, che definiscono tutto in termini di relativismo e potere».

### Postmodernismo e politiche di identità
(Jordan Peterson, 2017)
Peterson afferma che i filosofi e sociologi postmoderni a partire dagli anni sessanta, mentre di solito sostenevano di voler respingere il marxismo e comunismo, ne hanno in realtà ricostruito e ampliato i principi fondamentali. Egli afferma che è difficile comprendere la società contemporanea senza considerare l'influenza del postmodernismo, che inizialmente si diffuse dalla Francia agli Stati Uniti, soprattutto attraverso la facoltà di Lettere dell'Università Yale. Sostiene che i postmoderni iniziarono ad avere ruoli accademici di prestigio, e ciò diede dignità intellettuale alla loro narrazione che, invece di opporre il proletariato e la classe operaia ai borghesi, iniziò a scavare un più generico solco tra vittime e persecutori, tra "oppressi e oppressori". «Questo – afferma Peterson – aprì la strada all'identificazione di un sacco di gruppi o come oppressi o come oppressori e si finì per continuare la stessa narrazione [comunista] solo sotto un nome diverso; [...] Le persone che detengono questa dottrina – questa dottrina radicale, postmoderna e comunitaria che rende predominante l'identità razziale, l'identità sessuale, il sesso biologico, l'identità di genere o qualche altro tipo di identità di gruppo (cittadinanza, orientamento sessuale...) – hanno il controllo sulla maggior parte delle strutture burocratiche di livello medio-basso e anche su molti governi».
Peterson sottolinea inoltre che lo stato dovrebbe interrompere i finanziamenti alle facoltà e ai corsi che descrive come neo-marxisti e consiglia agli studenti di evitare discipline come studi sulle donne, studi etnici e studi razziali, così come altri campi di studio che crede siano «corrotti» dalle ideologie, come ad esempio la sociologia, l'antropologia e la letteratura inglese. Dichiara che questi campi, con la pretesa di indagine accademica, propagano metodi non scientifici, processi fraudolenti di peer-review per riviste accademiche, pubblicazioni che ottengono zero citazioni, comportamenti settari, safe-spaces, e attivismo politico di sinistra radicale per gli studenti. Peterson ha proposto di lanciare un sito web che utilizzi un'intelligenza artificiale per identificare e misurare la quantità di ideologizzazione dei corsi specifici. Nel novembre 2017 ha annunciato di aver temporaneamente rinviato il progetto anche perché «potrebbe aggiungere ulteriori eccessi all'attuale polarizzazione».
Peterson ha criticato l'uso dell'espressione "privilegio bianco", constatando che «essere definiti in base al "privilegio bianco", essere identificati con un particolare gruppo razziale e poi subire le conseguenze dell'esistenza di tale gruppo razziale e dei suoi ipotetici reati [in base ad una "responsabilità collettiva"], e tutto quel genere di cose... deve assolutamente fermarsi. [...] [È] razzista nei suoi eccessi».
Ha affermato che la nozione di "identità di gruppo", alla base delle politiche di identità, è «seriamente patologica, [...] riprovevole [...] e genocida» e che «farà cadere la nostra civiltà se continueremo a perseguirla». In risposta alla protesta dei nazionalisti bianchi a Charlottesville del 2017 (Unite the Right rally, raduno di alt-right che si è concluso con feriti e una donna morta mentre marciava in un corteo antirazzista), Peterson ha criticato e si è detto spaventato dell'uso delle politiche di identità fatto dall'estrema destra, affermando che «i caucasici non dovrebbero tornare a definirsi bianchi. È una cattiva idea, è un'idea pericolosa, sta arrivando velocemente e non mi piace vederla!»
Riguardo alle politiche dell'identità in generale, secondo Peterson «la sinistra le sfrutta per conto degli oppressi, diciamo, e la destra tende a sfruttarle in nome del nazionalismo e dell'orgoglio etnico». Egli considera entrambe tali visioni politiche come forme «ugualmente pericolose» di identitarismo, collettivismo e tribalismo, e sostiene che, al contrario, dovrebbero essere enfatizzati concetti come l'individualismo e la responsabilità individuale.
Peterson ha anche criticato il concetto di appropriazione culturale, affermando che promuove l'autocensura nella società e nel giornalismo.

### Legge C-16

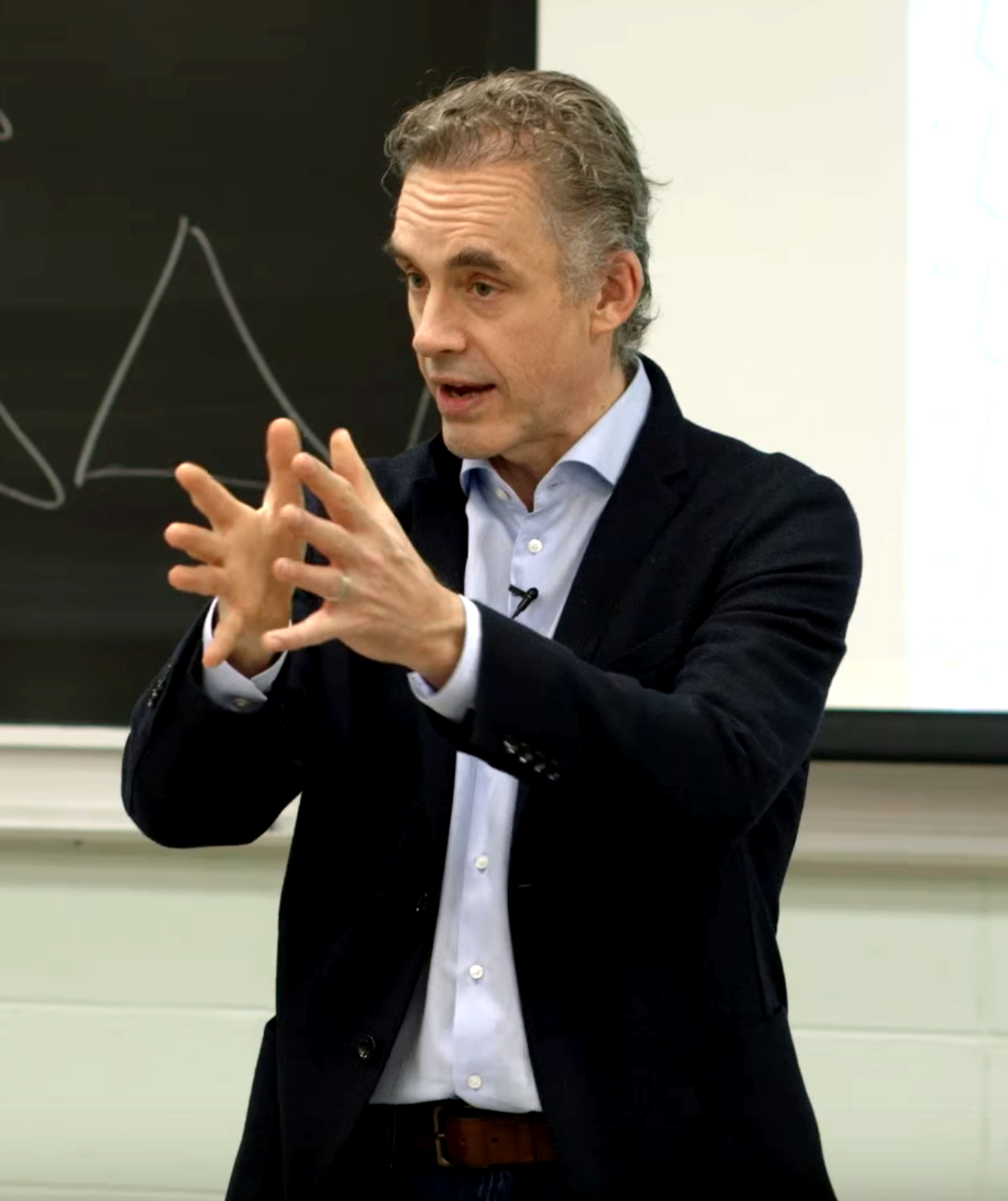
Jordan Peterson all'Università di Toronto nel 2017.

Il 27 settembre 2016 Peterson ha pubblicato il primo di una serie di tre video, intitolati Paura e la legge (Fear and the Law). Nel video, Peterson affermava non di essere contrario in generale all'utilizzo di pronomi di genere preferiti da studenti e membri della facoltà, ma di essere fortemente contrario ad un loro uso forzato per legge. Dichiarava infatti la sua opposizione al disegno di legge C-16 del governo del Canada, che proponeva di aggiungere «l'identità o l'espressione di genere» alla lista di cause di discriminazione ai sensi del Canadian Human Rights Act, nonché a quella di gruppi identificabili contro cui è illegale, per il codice penale canadese, promuovere genocidio o incitare pubblicamente odio.
Sosteneva che la sua opposizione al disegno di legge era basata sulle potenziali implicazioni per la libertà di parola qualora il codice penale fosse stato emendato, dal momento che sarebbe stato possibile per lui essere perseguito — in virtù delle leggi provinciali sui diritti umani — se si fosse rifiutato di riferirsi a uno studente o ad un professore transessuale usando i pronomi da questi preferiti. Per Peterson, la preoccupazione non riguardava strettamente le questioni transgender o le altre cause odierne, riguardava piuttosto il fatto che la verità e la libertà – a suo giudizio – erano sotto l’assalto di un'ideologia neo-marxista postmoderna che, nel tentativo di "ideologizzare" il linguaggio, rischiava di limitare la libertà di espressione sulla base delle istanze del PC-Autoritario. La minaccia che Peterson ha percepito, infatti, non era relativa solo alla libertà politica ma anche a quella cognitiva: le parole, per Peterson, sono parte integrante della nostra capacità di pensare e quindi della nostra libertà di dare un senso al mondo. Restringerle, o peggio, imporle secondo Peterson avrebbe limitato pericolosamente questa libertà.
Inoltre, argomentava che i nuovi emendamenti, assieme alla sezione 46.3 dell'Ontario Human Rights Code, avrebbero reso possibile per un datore di lavoro essere soggetto a sanzioni se un suo qualunque lavoratore dipendente o associato avesse detto qualcosa di interpretabile «direttamente o indirettamente» come offensivo, «sia che fosse intenzionale o meno». Alcuni accademici hanno contestato l'interpretazione di Peterson del C-16, mentre altri come il giurista Robert P. George hanno supportato l'interpretazione e l'iniziativa di Peterson.
La serie di video ha attirato critiche da parte di attivisti, professori e altre persone transgender, e alcuni critici hanno accusato Peterson di incoraggiare un clima di odio. Proteste sono scoppiate nel campus, alcune violente, e la controversia ha ricevuto attenzione mediatica a livello internazionale. A novembre il National Post ha pubblicato un editoriale di Peterson, intitolato "Il diritto di essere politicamente scorretto" (The right to be politically incorrect), in cui il professore approfondiva i motivi della sua opposizione al disegno di legge, e spiegava perché avesse assunto una posizione pubblica contro di esso. Nell'articolo si leggeva:
I have been studying authoritarianism on the right and the left for 35 years. I wrote a book, Maps of Meaning: The Architecture of Belief, on the topic, which explores how ideologies hijack language and belief. As a result of my studies, I have come to believe that Marxism is a murderous ideology. I believe its practitioners in modern universities should be ashamed of themselves for continuing to promote such vicious, untenable and anti-human ideas, and for indoctrinating their students with these beliefs. I am therefore not going to mouth Marxist words. That would make me a puppet of the radical left, and that is not going to happen. Period.»
Ho studiato l'autoritarismo di destra e di sinistra per trentacinque anni. Ho scritto sull'argomento un libro, Maps of Meaning: The Architecture of Belief, che esplora come le ideologie si appropriano del linguaggio e delle credenze. Come risultato dei miei studi, sono arrivato alla convinzione che il Marxismo sia un'ideologia omicida. Ritengo che i suoi praticanti nelle università moderne dovrebbero vergognarsi di sé stessi per il fatto che continuano a promuovere idee talmente feroci, indifendibili e anti-umane, e a indottrinare i propri studenti con queste convinzioni. Pertanto, non mi metterò in bocca parole marxiste. Ciò farebbe di me un pupazzo della sinistra radicale, e questo non accadrà. Punto.»
(Jordan Peterson, "Il diritto di essere politicamente scorretto" (The right to be politically incorrect), National Post.)
Peterson si definisce «non contento di ciò che sta accadendo [...] per quanto riguarda il genere - anche per le discussioni sul genere». La Legge C-16 è basata, secondo Peterson su «assurdità assolute» dal punto di vista scientifico. Secondo Peterson la legge «impone assiomaticamente il costruzionismo sociale [nell'ambito del genere] come dottrina scientifica della legislazione», nonostante tale paradigma secondo Peterson sia stato ormai smentito dalle moderne conoscenze scientifiche in ambito neurobiologico. Il paradigma – nota Peterson – prevede che il sesso, un «fatto biologico determinato dall'anatomia e dai cromosomi» sia una variabile indipendente dall'identità di genere (che, secondo la Commissione dell'Ontario per i Diritti Umani, è definita come la percezione individuale di essere "una donna, un uomo, entrambi, nessuno dei due o qualunque cosa nello spettro di genere"). Indipendentemente da queste due variabili (sesso e identità di genere), nota Peterson, secondo il paradigma ne esiste anche una terza: «l'espressione di genere (ovvero come una persona "esprime pubblicamente il suo genere", incluse le loro scelte di moda, come "vestiti, capelli (e) trucco")». Secondo il paradigma, nota Peterson «questi fattori [l'identità e l'espressione di genere] esistono e si manifestano puramente come scelte soggettive», e rimangono indipendenti dal sesso biologico.
Peterson esamina e critica questo paradigma: «In primo luogo, sostiene Peterson – più del 99% della popolazione ha un'identità di genere identica al proprio sesso biologico». E questa alta correlazione, per Peterson è già una prova della non-indipendenza statistica delle variabili in gioco. In secondo luogo, grazie alle moderne conoscenze in campo neuropsicologico e della psicologia evoluzionista, secondo Peterson «esistono prove schiaccianti che indicano che uomini e donne differiscono notevolmente, per ragioni biologiche, nella loro identità di genere», che viene scientificamente definita, in modo più preciso, come l'insieme «della propria personalità e dei propri interessi». Il sesso biologico e l'identità di genere sono quindi, secondo Peterson, «fortemente e causalmente collegati», e «nessuna legislazione potrà cambiare questo fatto».
Secondo Peterson le moderne conoscenze scientifiche smentiscono definitivamente il paradigma del costruzionismo sociale postmoderno secondo cui le differenze tra i sessi siano esclusivamente "costrutti sociali", e che anzi ci sia un forte peso biologico-evolutivo nella spiegazione causale di tali differenze. Tra gli esempi che Peterson fa c'è il modello scandinavo: «tali differenze [tra i generi] sono massime nelle società scandinave in cui, paradossalmente, sono stati compiuti gli sforzi più estremi negli ultimi tre decenni per rimuovere le distinzioni legali, sociali ed economiche tra i sessi». Tecnicamente, la moltiplicazione di tali differenze avviene, secondo Peterson «perché gli uomini e le donne si differenziano nella loro psicologia per ragioni sia sociali che biologiche e, rimuovendo l'influenza sociale, l'influenza biologica diventa più forte. Quindi, non solo i tentativi fatti in Scandinavia per sradicare le differenze tra uomini e donne sono falliti, ma gli si sono ritorti contro. E questi non sono studi di poche centinaia di persone: decine di migliaia di partecipanti hanno fornito informazioni sulla personalità e le descrizioni dei loro interessi personali. Ma a chi importa cosa dice la scienza, quando c'è in gioco l'ideologia?».
«Prendete in considerazione il caso di New York – nota Peterson – che ora protegge 31 generi, tra cui "gender-gifted" (andatevelo a cercare) e "genderfluid" (ragazzo un giorno e ragazza il successivo). La Grande Mela è pronta a multare le imprese fino a 250 milioni di dollari se i proprietari o i dipendenti si rifiutano di parlarsi in modo corretto. E la lista dei 31 generi di New York è solo una goccia nel secchio rispetto al numero che alcuni vorrebbero che usassimo: ho trovato liste in rete che contengono più di 70 generi. E il fatto è che, per ogni persona i cui sentimenti vadano rispettati e la cui identità è in qualche modo convalidata a causa dell'uso di tali pronomi, ci saranno poi 20 adolescenti ancora confusi e infelici, il cui caos si moltiplicherà 10 volte a causa di tutte queste nuove scelte».

### Effetti della controversia
In risposta alla controversia sulla Legge C-16, il dipartimento di relazioni umane dell'Università di Toronto ha inviato a Peterson due lettere di avviso: una per sottolineare che la libertà di espressione deve essere mantenuta in accordo con la legislazione sui diritti umani, e l'altra per aggiungere che il suo rifiuto di utilizzare su richiesta i pronomi preferiti dagli studenti e dai membri della facoltà stava portando a un'azione disciplinare formale nei suoi confronti. A dicembre, tuttavia, l'università gli ha assicurato che avrebbe mantenuto il suo ruolo di professore, e a gennaio 2017 Peterson è tornato a insegnare psicologia all'Università di Toronto.
Nel febbraio 2017, Maxime Bernier, candidato alla leadership del Partito Conservatore del Canada, ha dichiarato di aver cambiato la sua posizione sulla Legge C-16 dopo aver incontrato Peterson e averne discusso con lui. Inoltre, l'analisi del disegno di legge fatta da Peterson fu spesso citata dai senatori che erano contrari al suo passaggio.
Nell'aprile 2017, a Peterson fu negata, per la prima volta in carriera, una sovvenzione del Social Sciences and Humanities Research Council, che egli ha interpretato come rappresaglia per le sue dichiarazioni riguardanti la legge C-16. Un consigliere per le relazioni con i media dell'SSHRC ha affermato che «le commissioni valutano solo le informazioni contenute nell'applicazione». In risposta a ciò il sito web canadese The Rebel Media ha lanciato una campagna di finanziamento collettivo su Indiegogo per conto di Peterson. La campagna ha raccolto 195.000 $ entro la fine del 6 maggio, equivalenti a un finanziamento per oltre due anni di ricerca.
Nel maggio 2017, Peterson, in una commissione del Senato sull'audizione di affari legali e costituzionali, ha criticato ancora la Legge C-16. È stato uno dei 24 testimoni che sono stati invitati a parlarne. Nella sua testimonianza pubblica in commissione Peterson ha rivelato di aver «ricevuto molte lettere [in mio favore], almeno 30 per adesso, da persone transgender che affermano di non essere d'accordo» con le affermazioni degli attivisti transgender, né di essere d'accordo con «l'intento della legislazione [della Legge C-16]», che in qualche modo «li ha resi effettivamente più visibili piuttosto che meno visibili, e una minore visibilità sarebbe stato ciò che avrebbero preferito». Nel suo intervento Peterson si è detto ancora una volta contrario al costruzionismo sociale introdotto dall'atto normativo in questione: «La visione costruzionista del genere non è un'altra opinione: è semplicemente sbagliata. Infatti, la proposizione che viene introdotta nella legge è che non c'è alcuna relazione causale tra le quattro dimensioni dell'identità [sesso, identità di genere, espressione di genere e propensione sessuale], e ciò è palpabilmente assurdo. Intendo dire, il 99,7% delle persone che vivono in un corpo con un determinato sesso biologico si identificano con tale sesso biologico. Sono [dimensioni] incredibilmente e strettamente collegate. Se non riesci ad attribuire causalità ad un legame così stretto, allora bisogna rinunciare del tutto alla nozione di causalità. [...] Questi livelli di analisi sono strettamente collegati e l'evidenza che i fattori biologici svolgano un ruolo nel determinare l'identità di genere è, in poche parole, schiacciante. Non c'è uno scienziato serio in vita che lo contesta. Ora, ci sono delle controversie su questo argomento, ma derivano essenzialmente sempre dalle discipline umanistiche. E, per quanto mi riguarda, le ho esaminate con molta attenzione: tali argomentazioni sono del tutto guidate ideologicamente. Risiede nell'ideologia [l'idea] che l'identità sia socialmente costruita e ciò è in parte il motivo per cui è stata introdotta nella legge: perché loro non hanno modo di vincere la discussione [scientifica], ma possono sicuramente vincere la guerra di propaganda».
Peterson ha espresso inoltre un'ulteriore perplessità nei confronti della Legge C-16 che, inserendo il modello costruzionista nell'apparato legislativo, invece che proteggere le persone transgender potrebbe irrimediabilmente ritorcerglisi contro. Infatti, assumendo che l'identità di genere non sia innata, ma «mutevole e contestuale» o fluida, come prevede il costruzionismo sociale implicito nell'Ontario Human Right Commission e nella Legge C-16, pratiche inefficaci e giustamente considerate illegali come le terapie di conversione non avrebbero motivo per essere eliminate. «Supponiamo che l'identità sia "mutevole e contestuale" – si domanda Peterson – allora perché la terapia di conversione sarebbe un problema? [...] Quando ho iniziato ad oppormi a questa legge, le persone hanno pensato immediatamente che io fossi transfobico, razzista ecc. [...] in realtà c'è stato un tremendo tentativo di rendere illegale la terapia di conversione nei confronti delle persone gay» e ciò si è basato «sull'idea che l'identità delle preferenze sessuali non fosse mutevole né contestuale, e che anzi essa fosse fondamentale» e in realtà ciò significa, secondo Peterson, che l'identità «è fondata su qualcosa di simile alla biologia». «Va bene – attacca Peterson – supponiamo che da adesso [l'identità] sarà "mutevole e contestuale". Allora perché non può essere "mutata in base al contesto"? Questa è una parte del problema con tali politiche: sono così incoerenti che finiranno per funzionare contro le persone per cui sono state progettate. Ora alcune persone hanno difficoltà a credere che mi interessi [dei transessuali] ma [...] il fatto di essere stato definito in certi modi non significa che lo sia davvero. Quindi, per le persone con - chiamiamole così - identità non standard, l'argomentazione più forte che possiedono per [incrementare] l'accettazione pubblica della loro identità è che essa sia fortemente condizionata da processi biologici che vanno oltre il loro controllo volontario. Ma se introduci [...] la visione costruzionista dell'umanità [nella legge] allora puoi dire addio a tali argomentazioni, perché sono in totale disaccordo con il punto di vista del costruzionismo sociale. Ritengo che ciò sia un grosso errore e credo davvero che si ritorcerà contro le persone che questa legislazione pensa di proteggere. Se [l'identità di genere] è mutabile, mutevole, solo soggettiva e trasformabile per un capriccio, allora perché mai dovremmo chiedere a qualcuno di averne rispetto?».
Nell'agosto 2017, un evento annunciato all'Università Ryerson intitolato "Il soffocamento della libertà di parola nei campus universitari" (The Stifling of Free Speech on University Campuses), organizzato dall'ex assistente sociale Sarina Singh e avente come relatori Peterson, Gad Saad, Oren Amitay e Faith Goldy è stato chiuso a causa della pressione sull'amministrazione universitaria del gruppo "No Fascists in Our City". Tuttavia, un'altra versione del panel (senza Goldy) si è tenuta l'11 novembre al Canada Christian College con un pubblico di 1.500 spettatori.
Nel novembre 2017 Lindsay Shepherd, una teaching assistant (TA) della Wilfrid Laurier University (WLU), in un incontro privato fu redarguita e censurata dai suoi professori e dal manager WLU della GVPS (Gendered Violence Prevention and Support) per aver mostrato un segmento del programma televisivo The Agenda, che vedeva Peterson discutere della legge C-16, durante una discussione in classe. Le ragioni fornite per la censura includevano il fatto che, a loro giudizio, mostrare la clip, oltre a creare un «clima tossico», era anche una violazione della legge C-16. Questo caso di censura è stato severamente criticato da diversi comitati editoriali di giornali e giornalisti di giornali nazionali come esempio della soppressione della libertà di parola nei campus universitari. La WLU annunciò un'indagine imparziale sul caso. Dopo il rilascio della registrazione audio della riunione in cui la TA era stata censurata, la Presidente della WLU Deborah MacLatchy e il supervising professor della TA, Nathan Rambukkana, hanno pubblicato lettere di scuse formali. Secondo le indagini, nessuno studente si era lamentato della lezione, non vi erano preoccupazioni informali legate alla politica dell'università e secondo MacLatchy l'incontro «non sarebbe mai dovuto accadere».

### Altre controversie
A causa della sua critica al politicamente corretto, alla teoria queer/teoria del genere e al femminismo, Peterson è diventato col tempo uno dei personaggi più polarizzanti nello scontro tra destra e sinistra nell'anglosfera. È stato accusato di promuovere l'ideologia dei movimenti maschili e la teoria redpill, e di riscuotere successo in ambienti di alt-right e New Right. Durante un incontro con la stampa per promuovere il suo film del 2022 Don't Worry Darling, l'attrice e regista Olivia Wilde disse che il personaggio antagonista della storia, Frank, era ispirato a Peterson. Lo descrisse come "quest'uomo insano, Jordan Peterson, che è uno pseudo-intellettuale eroe della comunità incel" (gruppi di uomini "celibi involontari" eterosessuali, attivi soprattutto sul web e accusati di essere maschilisti e misogini, poiché sostengono la teoria redpill e il diritto umano alla sessualità e ad avere una relazione). 
Peterson ha definito il film "l'ultimo frammento di propaganda diffuso dai noiosi e prepotenti woke ipocriti che ora dominano Hollywood". Ha anche criticato il termine "incel", definendolo un "insulto casuale" per gli uomini che sono "soli e non sanno cosa fare, mentre tutti accumulano insulti su di loro.

## Pubblicazioni

### Maps of Meaning: The Architecture of Belief
If the structure of culture is disrupted, unwittingly, chaos returns. We will do anything – anything – to defend ourselves against that return.»
Se la struttura culturale viene infranta, involontariamente, ritorna il caos. E siamo disposti a fare qualunque cosa — qualunque — per difenderci da quel ritorno.»
(Jordan Peterson, 1998; Descensus ad Inferos)
Nel 1999 Routledge pubblicò il primo libro di Peterson: Maps of Meaning: The Architecture of Belief (letteralmente: "Mappe di significato: l'architettura del credo"). Il libro, completato nell'arco di tredici anni, descrive una teoria sistematica sulla tendenza innata degli uomini a costruire il significato, le credenze e le narrative, utilizzando informazioni da molteplici campi di studio inclusi la mitologia, la religione, la letteratura, la filosofia e la psicologia, e sviluppando una serie di spiegazioni in accordo con le moderne conoscenze scientifiche in ambito neurobiologico e neuropsicologico.
Secondo Peterson, l'obiettivo principale del libro è di esaminare le ragioni che spingono sia gli individui che i gruppi a partecipare ai conflitti sociali, esplorando e modellizzando i ragionamenti e le motivazioni che portano gli individui a sostenere i propri sistemi di credenza (cioè l'identificazione ideologica) che alla fine si traducono in uccisioni e atrocità patologiche a cui possiamo assimilare esempi contemporanei come i gulag, il campo di concentramento di Auschwitz e il genocidio del Ruanda. Peterson si considera un pragmatista, e usa la scienza e la neuropsicologia per esaminare e apprendere dai sistemi di credenze del passato e viceversa, sviluppando una teoria prevalentemente fenomenologica. Nel libro egli esplora le origini psicologiche del bene e del male, e teorizza che «un'analisi delle idee religiose del mondo potrebbe permettere di descrivere la moralità nella sua essenza e portare a sviluppare un sistema di moralità universale».

### 12 regole per la vita. Un antidoto al caos
Nel gennaio 2018, Penguin Random House pubblicò il secondo libro di Peterson, 12 regole per la vita. Un antidoto al caos. Il lavoro contiene principi etici astratti sulla vita, ed è pensato in uno stile più accessibile rispetto al precedente Maps of Meaning. Per promuovere il libro, Peterson ha fatto un tour mondiale. Come parte del tour, Peterson è stato intervistato dalla giornalista Cathy Newman su Channel 4 News. In breve tempo l'intervista ha ricevuto notevole attenzione e oltre dieci milioni di visualizzazioni su YouTube. Il libro è stato primo classificato come best seller di Amazon negli Stati Uniti e in Canada e numero quattro in classifica nel Regno Unito. È stato anche in cima in ulteriori classifiche di best seller in Canada, Stati Uniti e Regno Unito.. 
Le 12 regole del titolo sono:
1. Stai diritto, con le spalle bene indietro
2. Tratta te stesso come fai con chi si affida a te
3. Scegli amici che vogliono il meglio per te
4. Confrontati con chi eri ieri invece di paragonarti a qualcun altro
5. Non permettere che i tuoi figli facciano qualcosa che te li farà piacere di meno
6. Fa' che casa tua sia in perfetto ordine prima di criticare il resto del mondo
7. Ricerca il senso non il vantaggio personale
8. Di' la verità, o almeno non mentire
9. Pensa sempre che la persona con cui parli può sapere qualcosa che tu non sai
10. Parla con precisione
11. Lascia in pace i ragazzi che fanno skate
12. Se incontri un gatto per strada, fermati ad accarezzarlo

Nel libro Peterson prende esempio i personaggi di Pinocchio, Il re leone, di Harry Potter, Il Signore degli Anelli e delle grandi narrazioni antiche come la Bibbia, la Bhagavad gita e dell'Iliade in cui questi individui non cercano la felicità ma piuttosto un significato della vita. Essi inoltre sono individui che hanno un istinto innato all'etica e al significato assumendosi la responsabilità in cui si innalzano al di sopra delle difficoltà della vita basata sul caos (espressa nel capitolo "tenere la schiena dritta"). Spiega anche di godere e apprezzare le piccole qualità della vita specie in un momento tragico della nostra vita (espressa nel capitolo "accarezzare un gatto") ed infine affronta le tematiche degli adolescenti di oggi quali il nichilismo morale, l'importanza della famiglia, i massacri scolastici, le stravaganti mode, la dipendenza da droga, alcol, fumo, videogiochi e autolesionismo..

### Oltre l'ordine. 12 nuove regole per la vita
Durante la pandemia di COVID-19 ha pubblicato un seguito del libro con 12 nuove regole:
1. Non denigrare con leggerezza le istituzioni sociali o le imprese creative
2. Immagina chi potresti essere e mira con determinazione a diventarlo
3. Non nascondere nella nebbia le cose indesiderate
4. Ricorda che le opportunità si annidano laddove si è abdicato alle responsabilità
5. Non fare cose che detesti
6. Metti da parte l'ideologia
7. Impegnati al massimo su almeno una cosa e vedi che succede
8. Rendi una stanza della tua casa il più possibile bella
9. Se vecchi ricordi ti turbano ancora, scrivili con tutti i dettagli
10. Coltiva il tuo rapporto di coppia per preservarne il sentimento
11. Non lasciarti andare al risentimento, alla disonestà e all'arroganza
12. Sii riconoscente nonostante le sofferenze

### An ABC of Childhood Tragedy
Nel 2022 Peterson ha pubblicato una raccolta di 26 poesie. A detta di Peterson stesso, "l'opera è un tentativo di investigare il nesso tra bellezza, tragedia e humor... una strana triade."
Il libro è pubblicato in lingua inglese da Libra Press (ISBN 9781955858090).

### We Who Wrestle with God
Pubblicato in inglese da Penguin Random House (ISBN 978-0593542538).